# 三十年式步槍
三十年式步槍（日语：三十年式歩兵銃、三十年式小銃）是日本於1897年（明治30年）研發成功的手動槍機步槍，目的是要取代村田式步槍，設計師是東京砲兵工廠的有坂成章，三十年式借鑑德國毛瑟M1896步槍的設計，採用後置拉機柄和槍機前端雙凸鎖榫等類似毛瑟步槍的設計，但其槍機為日本人自己的設計，槍機被分成前中後三個分開的組件，三十年式步槍奠定後來日本步槍的風格，尤其所使用的6.5×50毫米有坂子彈，西方槍械研究者將三十年式步槍後一系列採用同型設計槍機的多款步槍統稱有坂步槍（Arisaka rifle）。
清朝末年，清廷在袁世凱小站練兵期間，因袁世凱的個人偏好曾採購一定數量的三十年式步槍（稱為光緒廿九年式步槍），由於其保險裝置用銅合金製造而且是鈎形，故被當時的中國人稱為金鉤步槍。以食指拉鉤形柄向後轉至十二點方向為鎖住撞針不能擊發的保險狀態，轉至九點鐘方向為開保險待射狀態。這批步槍主要配發至北洋常備軍使用，但是後來清廷偏好德式軍火，7.92×57毫米毛瑟彈系列的步槍成為中國軍隊的主流款式，三十年式步槍便未大量引進配發。
在日俄戰爭期間，日軍發現三十年式步槍面對風沙的防護不足，故在拋殼口加上一個防塵蓋，此即為三八式步槍，三八式步槍的產能足以將日軍現役部隊的三十年式步槍完全汰換，因此到中日戰爭時，三十年式步槍基本上並未成為正規部隊的武器，但仍然有作為援助偽軍、佔領區或是本土守備部隊的警衛武器使用。

## 衍生型

### 三十年式騎槍

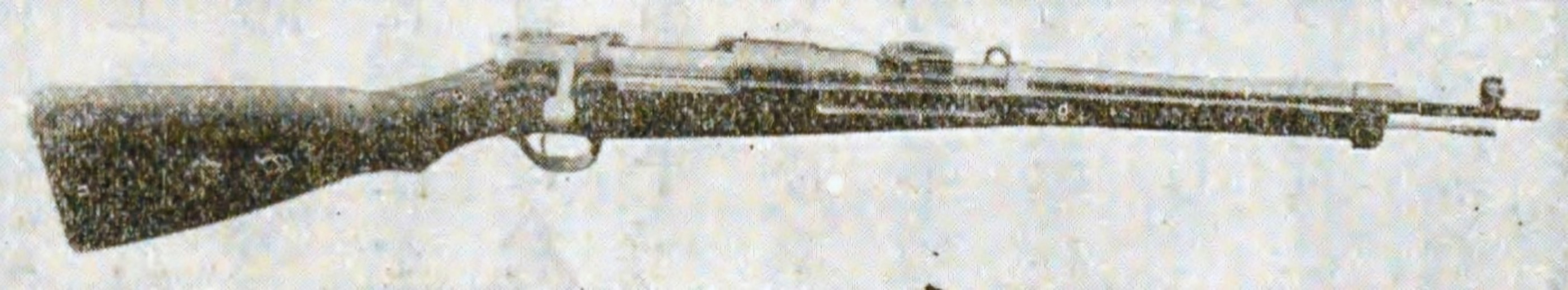
三十年式騎銃（卡賓槍）

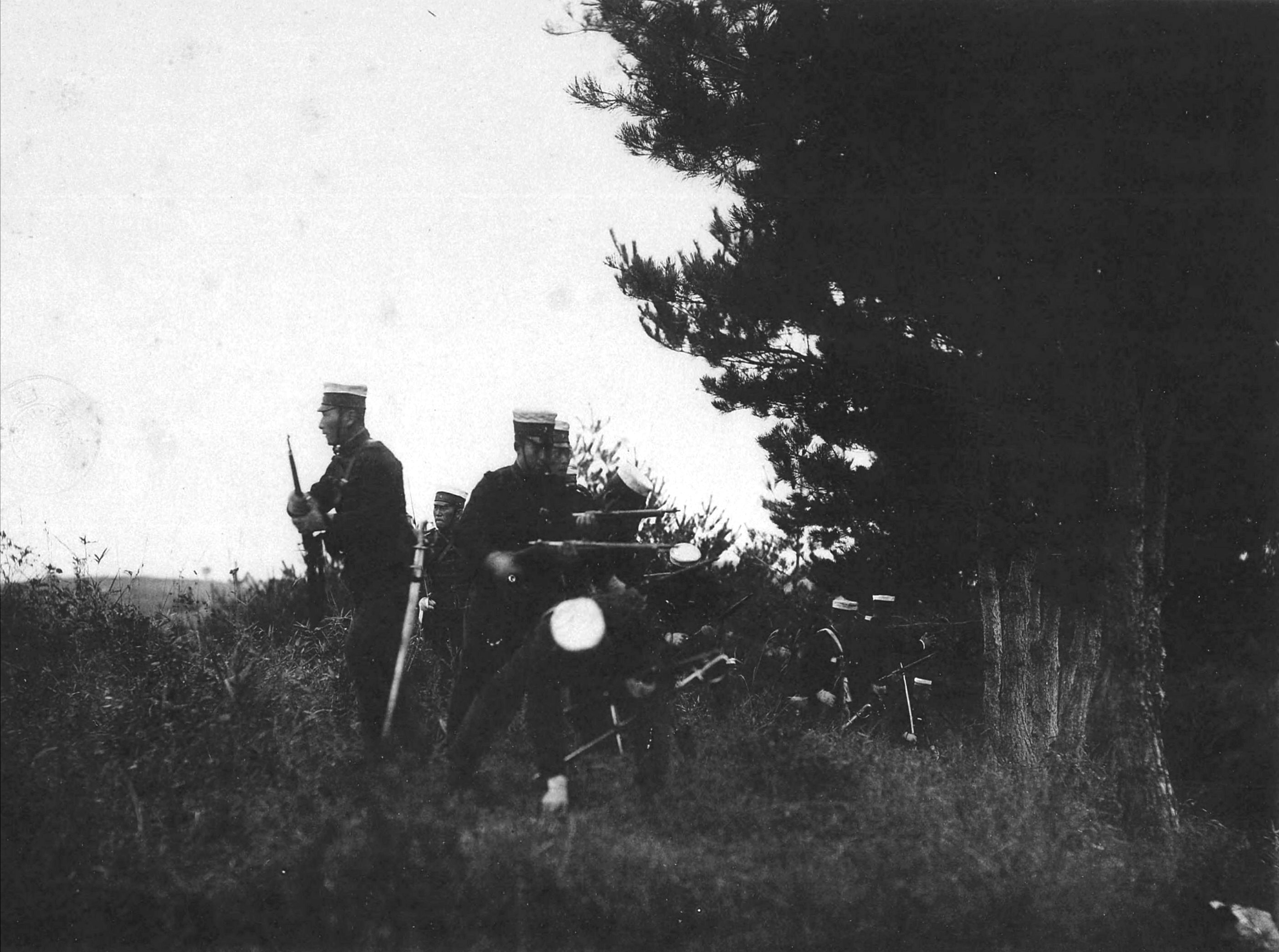
明治34年（1901年）日本陸軍秋季大演習，騎兵部隊下馬徒步作戰所持的三十年式步槍

三十年式騎槍（卡賓槍）（日语：三十年式騎兵銃、三十年式騎銃）是槍身長度缩短的三十年式步枪衍生型號，全長缩短約300公釐，步兵步槍槍管長度700公釐，騎兵槍枪管長度480毫米，槍背帶環移到槍身左側，配備予騎兵。服役初期因騎兵配備馬刀故不安装刺刀座，但1906年後又加裝刺刀座。

### 三十五年式海軍步槍

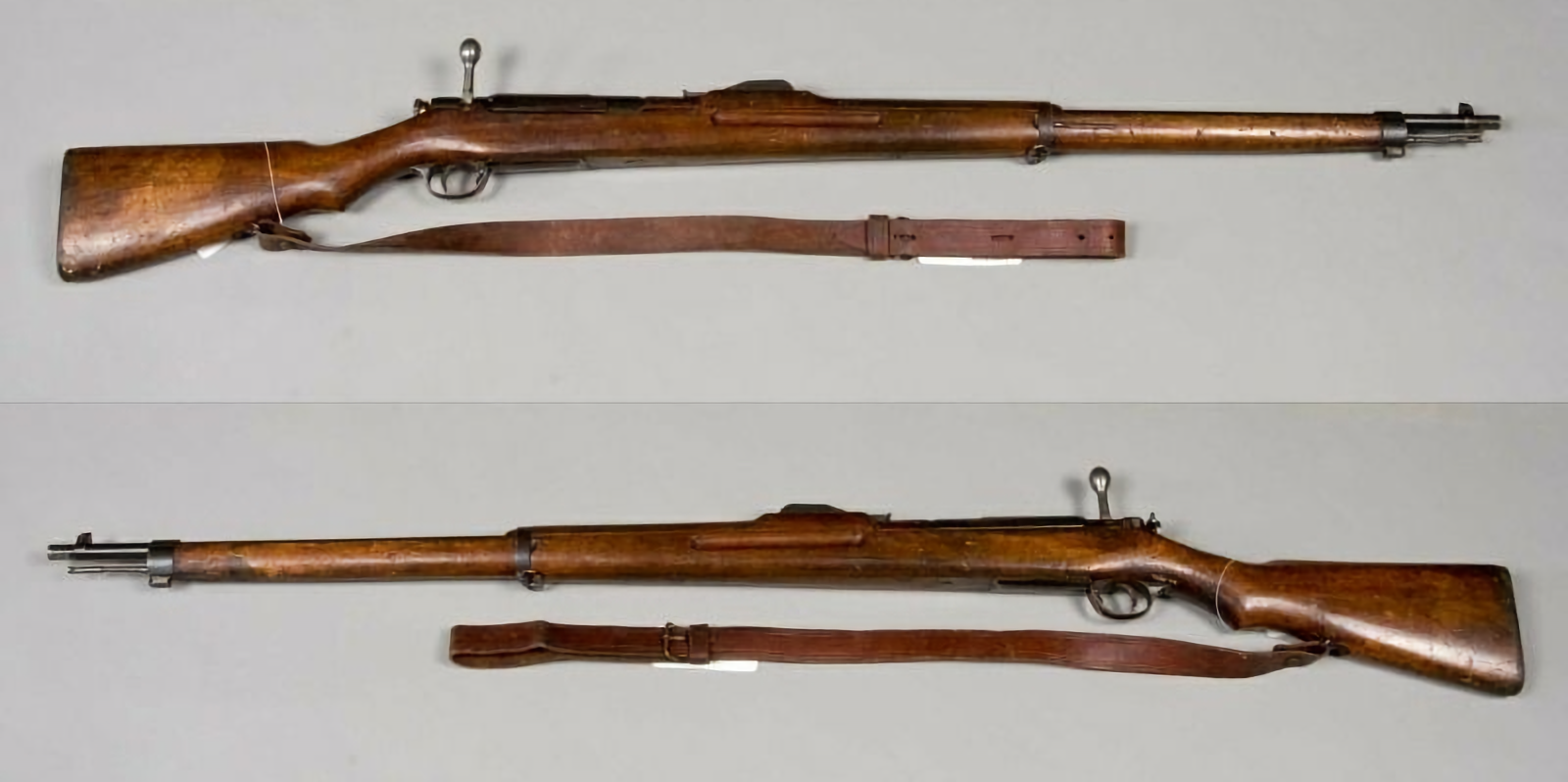
三十五年式海軍步槍

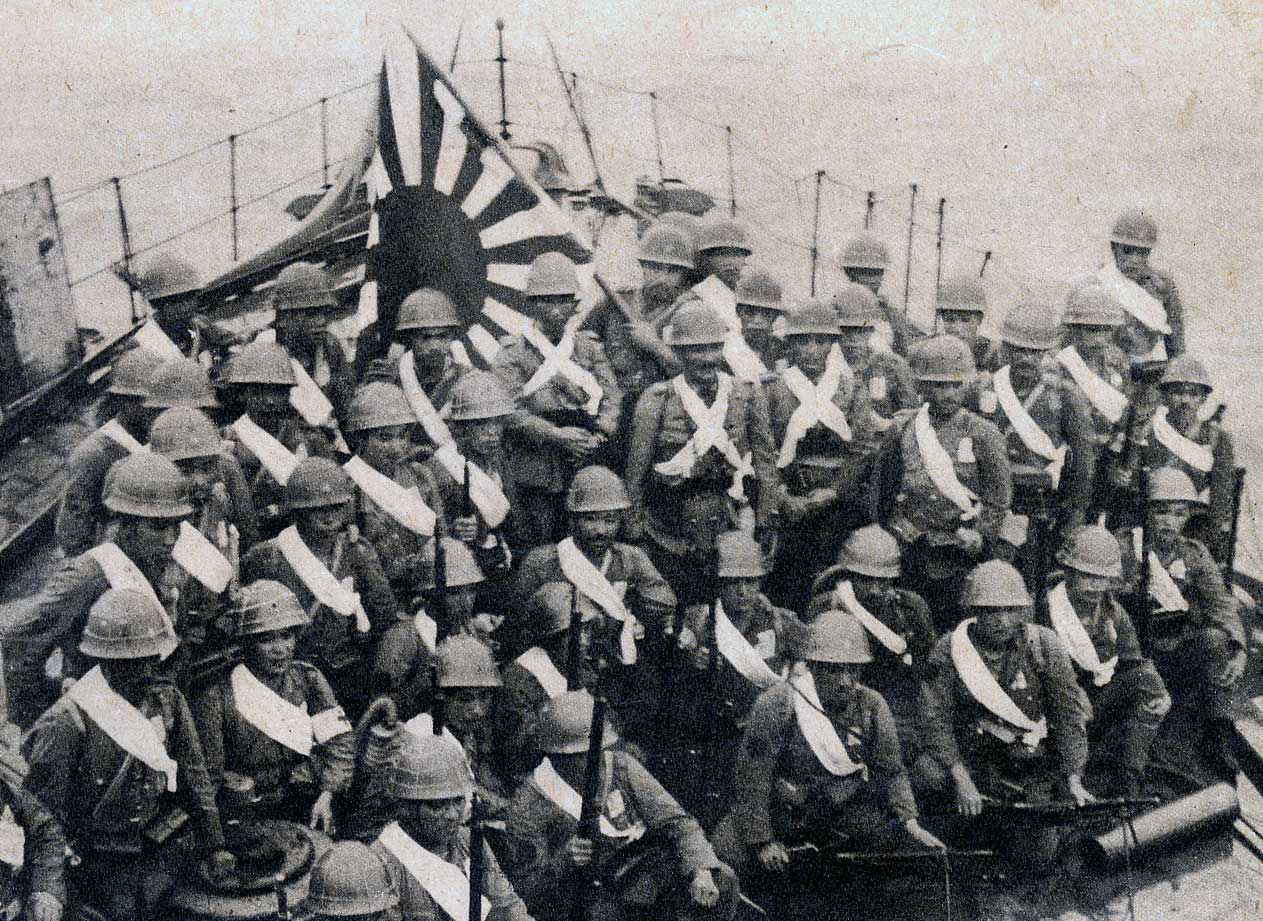
中國戰場上使用三十五年式海軍步槍的日本海軍陸戰隊

三十五年式海军步枪（日语：三十五年式海軍銃）是南部麒次郎负责的三十年式步枪改良版本，少量装备日军部队，主要为海军陆战队使用。南部麒次郎只进行小改良，将表尺改为翻转直立式，并且加上枪机盖，但是不会随枪机移动。

### 北支十二式步槍
北支十二式步槍（日语：北支一二式小銃），它是以三十年式步槍為基礎的民用製造產品，儘管生產數量未知，但在美國仍有一些狀況相對較好的步槍存在。設計上與三十年式步槍有所不同，機匣上沒有刻上日文漢字型號，只刻有櫻花徽章，也不是在日本本土進行生產，而是民國26年（1937年、昭和12年）在被日本軍隊佔領的中國華北地區北平生產。在歐美這種步槍被稱為「North china type 30 rifle」」，與後來的北支一九式南部手槍、「North china type 19 rifle」（在中國華北生產的民用型三八式步槍）形成鮮明對比。

## 使用國家
- 奥匈帝国
- 大清：自日本進口。
- 中華民國：自日本進口及在戰爭中繳獲。
- 中华人民共和国：戰爭中繳獲。
- 爱沙尼亚：大部份改口徑為.303口徑。
- 芬兰：自日本進口。
- 印度尼西亞
- 大日本帝国
- 马来西亚
- 俄罗斯帝国：自日本進口。
- 西班牙第二共和国：由蘇聯提供。
- 英国：自日本進口。

## 資料來源
1. ↑  不明. . 武揚堂. 1903: 1-2  [2020-12-10]. （原始内容存档于2016-03-04） （日语）.
2. ↑  海軍砲術史刊行会.  (snippet). 1975: 780  [2014-08-29]. （原始内容存档于2014-12-09）. 三十年式歩兵統を改良して三十五年式海軍銃を制定
3. ↑  Key. . Keyのミリタリーなページ.   [2013年2月]. （原始内容存档于2004-11-20）.
4. ↑  McCollum, Ian. . www.forgottenweapons.com. 2016-07-26  [2023-12-20]. （原始内容存档于2023-12-20）.
5. ↑  . www.forgottenweapons.com. 2014-07-09  [2023-12-20]. （原始内容存档于2023-12-20）.

## 外部連結
- 日本之武器兵器 > 軍用銃 > 小銃（页面存档备份，存于）（小銃：步槍）
- Pictures of a Type 30 rifle （页面存档备份，存于）
- Pictures of a blank-firing Type 30 training rifle（页面存档备份，存于）
- （英文）-30 Arisaka  （页面存档备份，存于）
- （英文）-Arms of WWI Primer 029: Japanese Arisaka Type 30} （页面存档备份，存于）
- （英文）-North China Type 30 （页面存档备份，存于）
- （英文）-Type 30 Arisaka；三十年式步槍構造 （页面存档备份，存于）
- （日語）-三十年式騎銃 Type30 carbine （页面存档备份，存于）